# Bulgarije op de Olympische Winterspelen 1992
Tijdens de Olympische Winterspelen van 1992, die in Albertville (Frankrijk) werden gehouden, nam Bulgarije voor de dertiende keer deel.

## Deelnemers en resultaten

### Alpineskiën
| Olympiër               | Discipline       | Resultaat | Prestatie                                                                               |
| ---------------------- | ---------------- | --------- | --------------------------------------------------------------------------------------- |
| Borislav Dimitratsjkov | super g (m)      | 52e       | 1.20,67 (+7,63)                                                                         |
| Borislav Dimitratsjkov | reuzenslalom (m) | 41e       | 2.21,65 (+14,67) 1.12,08+1.09,57                                                        |
| Borislav Dimitratsjkov | slalom (m)       | 33e       | 1.55,15 (+10,76) 57,48+57,67                                                            |
| Petar Ditsjev          | afdaling (m)     | 37e       | 2.01,21 (+10,84)                                                                        |
| Petar Ditsjev          | super g (m)      | 45e       | 1.18,87 (+5,83)                                                                         |
| Petar Ditsjev          | reuzenslalom (m) | 30e       | 2.16,38 (+9,40) 1.09,85+1.06,53                                                         |
| Petar Ditsjev          | slalom (m)       | 26e       | 1.52,91 (+8,52) 56,21+56,70                                                             |
| Petar Ditsjev          | combinatie (m)   | 22e       | 101,59 p. (+87,01) afdaling: 87,15 p. (1.53,52) slalom: 14,44 p. (1.43,60: 50,80+52,80) |
| Ljoebomir Popov        | super g (m)      | dq        | diskwalificatie                                                                         |
| Ljoebomir Popov        | reuzenslalom (m) | 33e       | 2.18,01 (+11,03) 1.10,72+1.07,29                                                        |
| Ljoebomir Popov        | slalom (m)       | dnf-1     | opgave run 1                                                                            |
| Ljoebomir Popov        | combinatie (m)   | dnf-s2    | opgave slalom run 2 afdaling: 1.52,74                                                   |

### Biatlon
| Olympiër                                                            | Discipline             | Resultaat | Prestatie |
| ------------------------------------------------------------------- | ---------------------- | --------- | --- |
| Spas Goelev                                                         | 10 km (m)              | 74e       | 30.16,6 (+4.14,3) pen.: 2 (0 + 2)                                                                                           |
| Bojtsjo Popov                                                       | 10 km (m)              | 65e       | 29.44,6 (+3.42,3) pen.: 1 (0 + 1)                                                                                           |
| Bojtsjo Popov                                                       | 20 km (m)              | 73e       | 1:07.03,7 (+10.29,3) pen.: 3 (1 + 0 + 0 + 2)                                                                                |
| Krasimir Videnov                                                    | 10 km (m)              | 35e       | 28.04,0 (+2.01,7) pen.: 1 (0 + 1)                                                                                           |
| Krasimir Videnov                                                    | 20 km (m)              | 14e       | 59.32,5 (+1.58,1) pen.: 1 (0 + 0 + 0 + 1)                                                                                   |
| Christo Vodenitsjarov                                               | 20 km (m)              | 68e       | 1:05.32,7 (+8.58,3) pen.: 4 (1 + 1 + 0 + 2)                                                                                 |
| Spas Zlatev                                                         | 10 km (m)              | 54e       | 28.45,9 (+2.43,6) pen.: 1 (0 + 1)                                                                                           |
| Spas Zlatev                                                         | 20 km (m)              | 31e       | 1:01.26,2 (+4.51,8) pen.: 1 (0 + 0 + 0 + 1)                                                                                 |
| Team Krasimir Videnov Christo Vodenitsjarov Spas Goelev Spas Zlatev | 4x7,5 km estafette (m) | 14e       | 1:31.49,6 (+7.06,1) pen.: 0 21.57,1 pen.: 0 (0 + 0) 23.53,5 pen.: 0 (0 + 0) 22.58,8 pen.: 0 (0 + 0) 23.00,2 pen.: 0 (0 + 0) |
|                                                                     |                        |           | |
| Nadezjda Aleksieva                                                  | 7,5 km (v)             | 4e        | 24.55,8 (+26,6) pen.: 0 (0 + 0)                                                                                             |
| Nadezjda Aleksieva                                                  | 15 km (v)              | 5e        | 52.30,2 (+43,0) pen.: 1 (0 + 0 + 0 + 1)                                                                                     |
| Silvana Blagoeva                                                    | 7,5 km (v)             | 8e        | 25.33,5 (+1.04,3) pen.: 2 (1 + 1)                                                                                           |
| Silvana Blagoeva                                                    | 15 km (v)              | 25e       | 56.42,3 (+4.55,1) pen.: 5 (0 + 2 + 2 + 1)                                                                                   |
| Iva Sjkodreva                                                       | 7,5 km (v)             | 33e       | 27.42,6 (+3.13,4) pen.: 5 (2 + 3)                                                                                           |
| Iva Sjkodreva                                                       | 15 km (v)              | 17e       | 55.22,4 (+3.35,2) pen.: 4 (1 + 0 + 1 + 2)                                                                                   |
| Marija Manolova                                                     | 15 km (v)              | 16e       | 55.10,6 (+3.23,4) pen.: 3 (0 + 0 + 1 + 2)                                                                                   |
| Vera Voetsjeva                                                      | 7,5 km (v)             | 23e       | 27.01,0 (+2.31,8) pen.: 1 (0 + 1)                                                                                           |
| Team Silvana Blagoeva Nadezjda Aleksieva Iva Sjkodreva              | 3x7,5 km estafette (v) | 4e        | 1:18.54,8 (+2.59,2) pen.: 0 25.58,9 pen.: 0 (0 + 0) 26.33,1 pen.: 0 (0 + 0) 26.22,8 pen.: 0 (0 + 0)                         |

### Bobsleeën
| Olympiër                                                            | Discipline                 | Resultaat | Prestatie                                                |
| ------------------------------------------------------------------- | -------------------------- | --------- | -------------------------------------------------------- |
| Tsvetozar Viktorov Valentin Atanasov                                | 2-mansbob (m) Bulgarije I  | 28e       | 4.08,77 (+5,51) (1.02,35 / 1.02,11 / 1.02,20 / 1.02,11)  |
| Nikolaj Dimitrov Dimitar Dimitrov                                   | 2-mansbob (m) Bulgarije II | 39e       | 4.13,62 (+10,36) (1.02,89 / 1.03,59 / 1.03,71 / 1.03,43) |
| Tsvetozar Viktorov Dimitar Dimitrov Jordan Ivanov Valentin Atanasov | 4-mansbob (m) Bulgarije I  | 22e       | 4.00,59 (+6,69) (1.00,05 / 1.00,28 / 1.00,09 / 1.00,17)  |

### Kunstrijden
| Olympiër            | Discipline | Resultaat | Prestatie                               |
| ------------------- | ---------- | --------- | --------------------------------------- |
| Viktorija Dimitrova | vrouwen    | 17e       | 26,0 p. (korte kür: 18 - lange kür: 17) |

### Langlaufen
| Olympiër                                                           | Discipline                    | Resultaat | Prestatie                                            |
| ------------------------------------------------------------------ | ----------------------------- | --------- | ---------------------------------------------------- |
| Slavtsjo Batinkov                                                  | 10 km klassiek (m)            | 53e       | 31.47,4 (+4.11,4)                                    |
| Slavtsjo Batinkov                                                  | 30 km klassiek (m)            | 63e       | 1:34.39,2 (+12.11,4)                                 |
| Slavtsjo Batinkov                                                  | achtervolging 10 km+15 km (m) | 63e       | +8.39,7 (10 km:31.47 + 15 km:42.30,6)                |
| Iskren Plankov                                                     | 10 km klassiek (m)            | 70e       | 32.49,2 (+5.13,2)                                    |
| Iskren Plankov                                                     | 30 km klassiek (m)            | 67e       | 1:36.58,2 (+14.30,4)                                 |
| Iskren Plankov                                                     | achtervolging 10 km+15 km (m) | dns       | opgave (10 km:32.49 + 15 km:niet gestart)            |
| Ivan Smilenov                                                      | 10 km klassiek (m)            | 55e       | 31.54,7 (+4.18,7)                                    |
| Ivan Smilenov                                                      | 30 km klassiek (m)            | 53e       | 1:32.25,5 (+9.57,7)                                  |
| Ivan Smilenov                                                      | achtervolging 10 km+15 km (m) | dns       | opgave (10 km:31.54 + 15 km:niet gestart)            |
| Spas Zlatev                                                        | 50 km vrije stijl (m)         | 59e       | 2:28.07,1 (+24.25,6)                                 |
| Petar Zografov                                                     | 10 km klassiek (m)            | 86e       | 35.42,2 (+8.06,2)                                    |
| Petar Zografov                                                     | 50 km vrije stijl (m)         | 50e       | 2:22.20,8 (+18.39,3)                                 |
| Petar Zografov                                                     | achtervolging 10 km+15 km (m) | 71e       | +12.13,7 (10 km:35.42 + 15 km:42.09,6)               |
| Team Ivan Smilenov Iskren Plankov Petar Zografov Slavtsjo Batinkov | 4x10 km estafette (m)         | 13e       | 1:51.28,0 (+12.02,0) 27.41,5 27.57,2 28.23,2 27.26,1 |
|                                                                    |                               |           |                                                      |
| Reneta Bantsjeva                                                   | 5 km klassiek (v)             | 50e       | 16.16,0 (+2.02,2)                                    |
| Reneta Bantsjeva                                                   | 15 km klassiek (v)            | 45e       | 50.17,4 (+7.56,6)                                    |
| Reneta Bantsjeva                                                   | 30 km vrije stijl (v)         | 52e       | 1:41.44,9 (+19.14,8)                                 |
| Reneta Bantsjeva                                                   | achtervolging 5 km+10 km (v)  | 50e       | +6.34,6 (5 km:16.16 + 10 km:30.26,3)                 |

### Rodelen
| Olympiër                          | Discipline | Resultaat | Prestatie                                             |
| --------------------------------- | ---------- | --------- | ----------------------------------------------------- |
| Albena Zdravkova                  | vrouwen    | 24e       | 3.16,239 (+9,543) (48,961 / 48,880 / 49,127 / 49,271) |
| Ilko Karatsjolov Ivan Karatsjolov | dubbel     | 17e       | 1.35,052 (+2,999) (47,538 / 47,514)                   |

### Schansspringen
| Olympiër           | Discipline                     | Resultaat | Prestatie                                        |
| ------------------ | ------------------------------ | --------- | ------------------------------------------------ |
| Vladimir Brejtsjev | normale schans individueel (m) | 50e       | 172,6 punten 87,6 p. (78,5 m) + 85,0 p. (77,5 m) |
| Vladimir Brejtsjev | grote schans individueel (m)   | 46e       | 126,3 punten 61,4 p. (91,0 m) + 64,9 p. (93,5 m) |
| Zachari Sotirov    | normale schans individueel (m) | 56e       | 157,2 punten 78,9 p. (74,0 m) + 78,3 p. (75,5 m) |
| Zachari Sotirov    | grote schans individueel (m)   | 55e       | 92,3 punten 38,0 p. (80,0 m) + 54,3 p. (87,0 m)  |
| Emil Zografski     | normale schans individueel (m) | 40e       | 183,3 punten 95,3 p. (80,5 m) + 88,0 p. (77,5 m) |
| Emil Zografski     | grote schans individueel (m)   | 56e       | 82,4 punten 35,0 p. (77,5 m) + 47,4 p. (83,5 m)  |

Algerije · Amerikaanse Maagdeneilanden · Andorra · Argentinië · Australië · België · Bermuda · Bolivia · Brazilië · Bulgarije · Canada · Chili · China · Chinees Taipei · Costa Rica · Cyprus · Denemarken · Duitsland · Estland · Filipijnen · Finland · Frankrijk · Gezamenlijk team · Griekenland · Groot-Brittannië · Honduras · Hongarije · Ierland · IJsland · India · Italië · Jamaica · Japan · Joegoslavië · Kroatië · Letland · Libanon · Liechtenstein · Litouwen · Luxemburg · Marokko · Mexico · Monaco · Mongolië · Nederland · Nederlandse Antillen · Nieuw-Zeeland · Noord-Korea · Noorwegen · Oostenrijk · Polen · Puerto Rico · Roemenië · San Marino · Senegal · Slovenië · Spanje · Swaziland · Tsjecho-Slowakije · Turkije · Verenigde Staten · Zuid-Korea · Zweden · Zwitserland